# Thomas Edge
Thomas Edge (ur. w 1587–1588 w Blackburn, zm. 29 grudnia 1624) – angielski kupiec, wielorybnik i łowca fok.
Urodził się w rodzinie Ellisa Edge'a w Blackburn w hrabstwie Lancashire. Był zatrudniony przez Kompanię Moskiewską na początku XVII w.. Na cześć wielorybnika nazwano wyspę Edgeøya, ponownie odkrytą przez Anglików w 1616. Jego imieniem nazywano również siedzibę wielorybniczą na wschodzie Recherchefjorden na Spitsbergenie. Obecnie miejsce to nazywane jest Lægerneset.